# Grenzbrigade 4

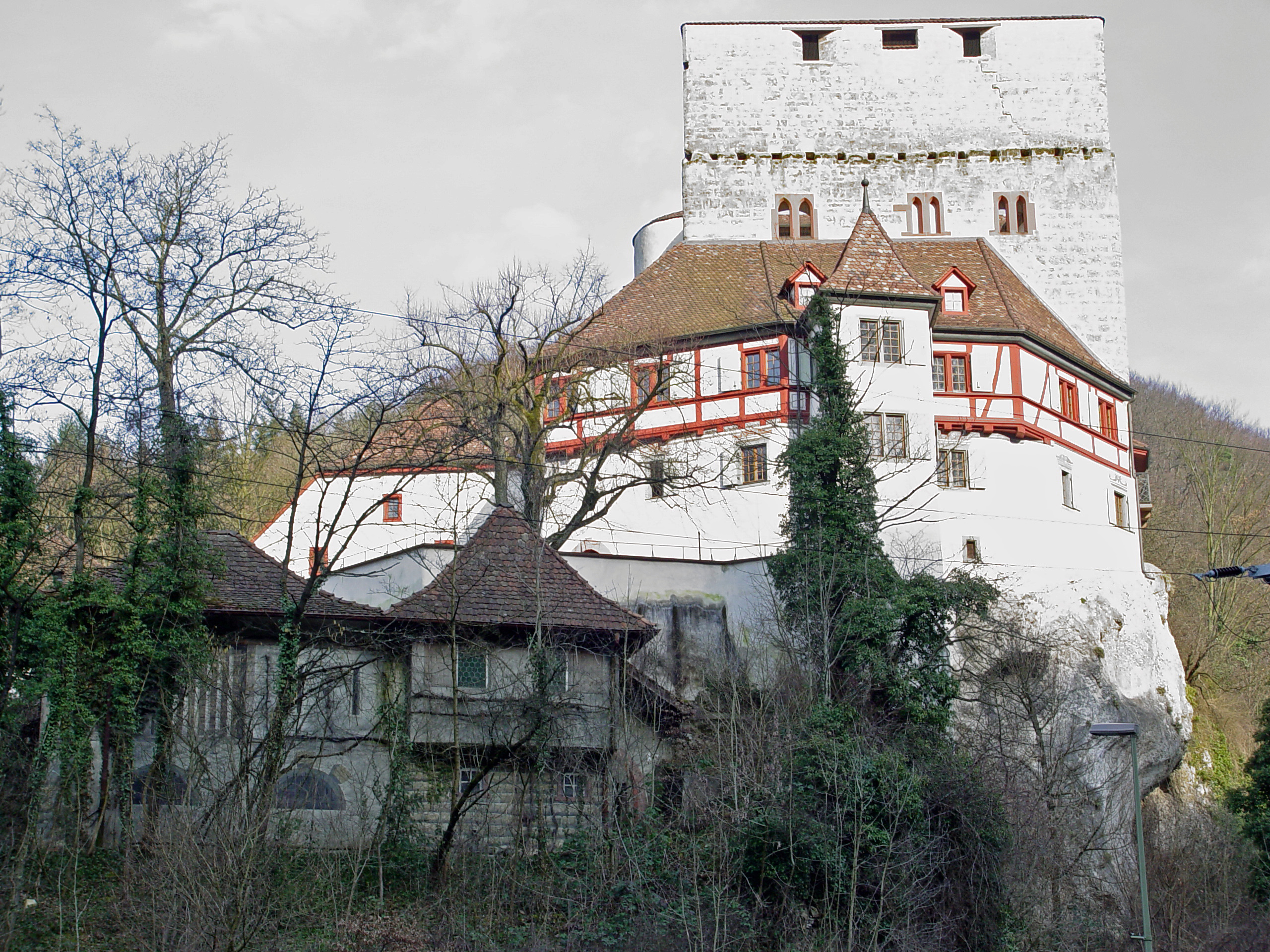
Schloss Angenstein, vorne links getarntes Infanteriewerk A 3476

Die Grenzbrigade 4 (Gz Br 4) war eine von elf Grenzbrigaden der Schweizer Armee. Sie war dem 2. Armeekorps (seit 1961 Feldarmeekorps 2) unterstellt und bestand von 1938 bis 1994 (Armee 95).
Ab 1945 war sie für den Raum zwischen Stein (Säckingen) und Klösterli (Kleinlützel) sowie die dazugehörenden Juraübergänge ins Mittelland verantwortlich.

## Grenzbrigaden

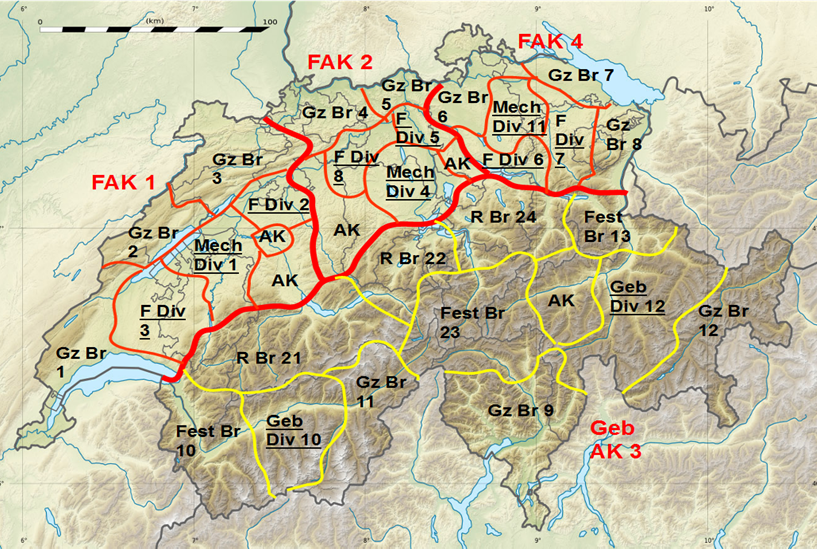
Grenzbrigade 4 im Grunddispositiv von 1992

Die Schweizer Armee hat aufgrund des Haager Abkommens die Pflicht, ihr Territorium ab den Landesgrenzen nach dem Grundsatz der bewaffneten Neutralität zu verteidigen. Deshalb konnten den Grenzbrigaden feste Einsatzräume zur Verteidigung zugeteilt werden.
Die praktische Umsetzung der militärischen Neutralität erfolgte im 19. und 20. Jahrhundert durch die sogenannte «Grenzbesetzung» bei militärischen Konflikten nahe dem schweizerischen Staatsgebiet. Während des Ersten Weltkriegs (Grenzbesetzung 1914–1918) bildete die Fortifikation Hauenstein im Raum der Grenzbrigade 4 die wichtigste Armeestellung gegen Norden.
In allen Verbänden der Grenztruppen wurden Milizsoldaten mit Wohnsitz im Einsatzraum eingeteilt, weil die Grenztruppen im Mobilmachungsfall als erste aufgeboten wurden und sofort einsatzbereit sein mussten, damit die Mobilmachung des Gros der Armee nicht gestört werden konnte.
Die Grenztruppen wurden mit der Truppenordnung 1938 (TO 38) neu organisiert und 11 Grenzbrigaden (Gz Br) geschaffen. Neben den Grenzfüsilierbataillonen verfügten sie über eine Kompanie Radfahrer, motorisierte Mitrailleure und Infanteriekanoniere. Die Grenzbrigaden waren für Ausbildung und Einsatzvorbereitung den Armeekorps zugewiesen. Ihre Unterstellung während des Einsatzes wurde durch den jeweiligen Operationsplan bestimmt. Ihr Hauptauftrag war die Sperrung von Achsen. Der hohe Vorbereitungsgrad machte sie praktisch zu ortsfesten Verbänden.
Während des ganzen Zweiten Weltkrieges blieben die Grenzbrigaden in ihrer Stammregion, der Einsatzraum und die Unterstellung wurden aber oft angepasst.

## Grenzbrigade 4
Am 1. September 1939 wurde die Grenzbrigade 4 mobilisiert. Das Grenzregiment (Gz Rgt) 49 wurde zwischen Gempenplateau und Kleinlützel, das Grenzbataillon 249 im Abschnitt Laufental–Blauen und die Grenzkompanie V/248 bei der Sperre im Engnis «Lange Brücke» zur Sicherung der Passwangstrasse eingesetzt. Das Stadtkommando Basel hatte einen speziellen Auftrag.
Infolge der Absprachen für eine allfällige französische Unterstützung (Manöver H) bei einem deutschen Angriff wurden auf dem Gempenplateau grössere Stellungsbauten ausgeführt (Infanteriebunker, Artilleriestellungen), die nach dem Rückzug der Armee ins Reduit wenig benutzt worden sind.
Nach der Verschiebung der 4. Division ins Reduit im Mai 1941 hatte die verstärkte Grenzbrigade 4 den Raum zwischen der Grenze (Stein bei Säckingen und Klösterli bei Kleinlützel) und dem Mittelland zu verteidigen. Für die Verteidigung des Passwang zwischen Büsserach und Balsthal wurde die Kampfgruppe Passwang-Schelten (Territorialregiment 73) verantwortlich. Während den Kämpfen vor Belfort und im Elsass 1944/45 wurde die Truppenstärke an der Juragrenze der Lageentwicklung entsprechend erhöht.
Nach 1945 wurden Mittel, Aufträge und die Organisation der Grenzbrigade 4 periodisch aktualisiert und die Infrastruktur modernisiert. Der Einsatzraum der Grenzbrigade 4 war von 1945 bis 1994 vorne durch die Linie Stein Säckingen ⊙ – Klösterli, Kleinlützel ⊙ und hinten durch die Linie Mahren, Lostorf ⊙ – Emmemündung ⊙ begrenzt sowie rechts bei Stein-Mahren und links bei Klösterli-Emmemündung. Das grenznahe Gebiet verfügte mit dem Jura über starkes, günstiges Gelände zur Verteidigung.
Die Aufgabe der Grenzbrigade 4 war in erster Linie die Verteidigung ab Grenze gegen einen aus dem Norden angreifenden Feind. Dabei mussten der Rhein als natürliches Hindernis und die drei Hauptachsen Augst-Unterer Hauenstein-Olten, Augst-Oberer Hauenstein-Balsthal-Oensingen und Basel-Birstal-Delsberg-Moutier-Court sowie eine Anzahl Nebenachsen nachhaltig gesperrt werden.
Der Auftrag lautete:
- hält mit dem Gros der Grenztruppen die vorbereiteten Grenzstellungen
- verzögert in ihrem Raum mit allen Mitteln einen feindlichen Einbruch
- verhindert den Einbruch feindlicher Panzerkräfte über den Jura ins Aartal
- sperrt namentlich die Jura-Übergänge Unterer und Oberer Hauenstein, Passwang, Schelten sowie die Klusen von Balsthal.

Das letzte Dispositiv (1980er Jahre) der Brigade war auf einen Angriff aus dem Osten entlang der Schweizer Grenze westwärts mit einem allfälligen Parallelstoss über Schweizer Gebiet ausgelegt.

### Einheiten (Stand 1994)
- Stab Grenzbrigade 4, Stab Basilisk ad hoc, Stabsbataillon Grenzbrigade 4 ad hoc
- Infanterieregiment 47: Füsilierbataillone 243, 245
- Infanterieregiment 48: Füsilierbataillone 139, 244, 257
- Infanterieregiment 49: Füsilierbataillone 177, 248, 249, 304
- Panzerabwehrlenkwaffenbataillon (PAL Bat) 4 ad hoc, Neutralitätsschutzbataillon (NSD Bat) 4 ad hoc
- Werkbataillon 4 ad hoc: Werkkompanien 19, 20, 21 und 22
- Genieabteilung 44, Festungsabteilung 104 (mit 12 cm Festungsminenwerfer und Haubitzen)

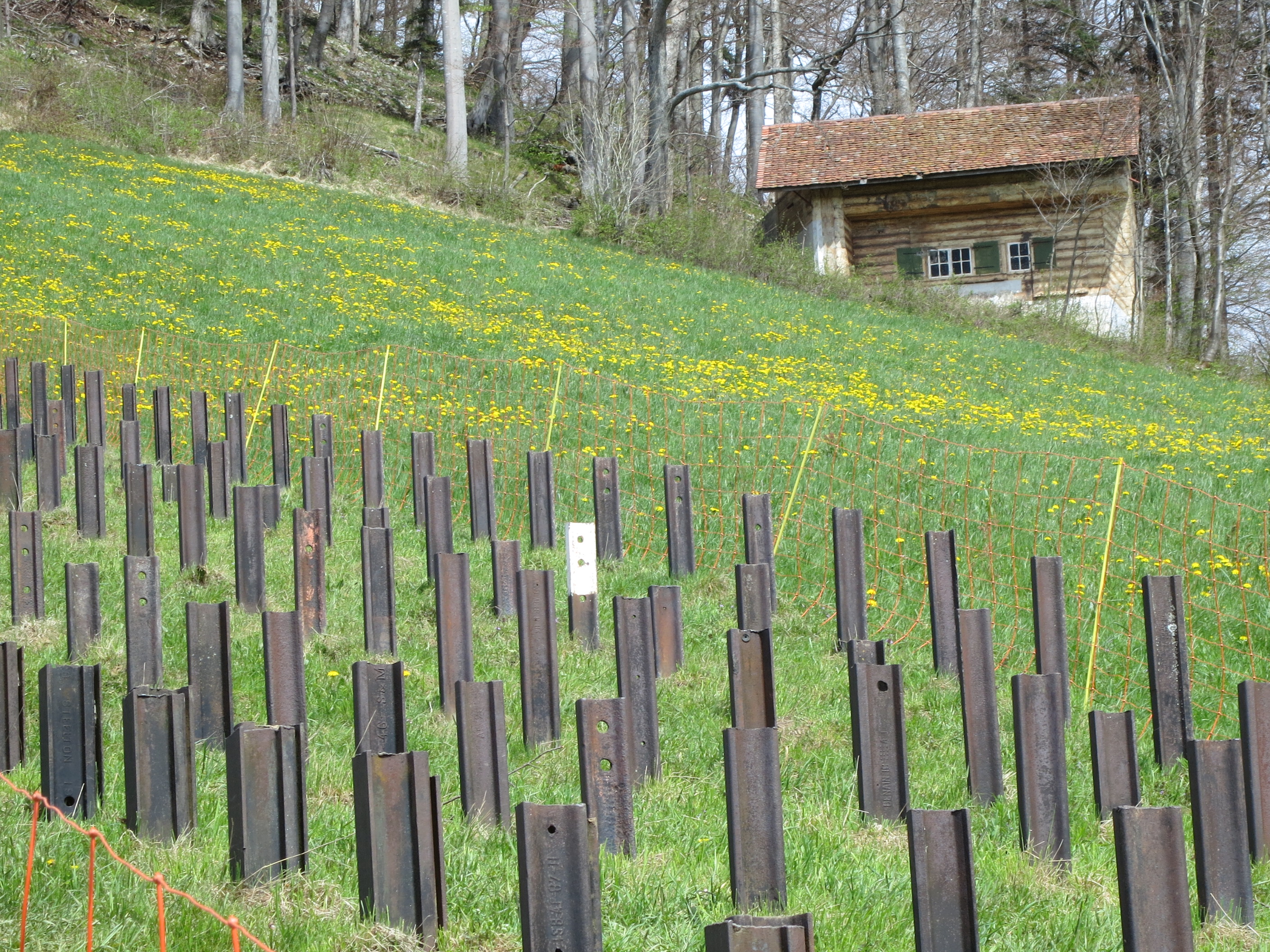
Rüeblikeller Challhöchi

### Kommandoposten, Artilleriewerke und Sperrstellen
Die Werke und Sperrstellen der Grenzbrigade 4 lagen in den Kantonen Basel-Stadt, Basel-Landschaft, Jura und Solothurn.
- Kommandoposten (KP): KP Grenzbrigade 4 («Lobisei» A 3669) mit Atomschutzunterstand (ASU) in Mümliswil ⊙ [4], KP Infanterieregiment 47 in Farnsburg ⊙, KP Infanterieregiment 48 in Sichteren in Liestal (ASU).
- Artilleriewerke und -stellungen (Art Stel):, Wenslingen A 3535 ⊙, Gempenplateau*, Bretzwil, Gelterkinden, Gsal, Ormalingen, Reisen-Pulfisei, Spittel-Nünbrunnen

- Sperrstellen (von nationaler Bedeutung mit *[5]): Adlikerrank, Allschwil, Altenberg, Angenstein*, Anwil, Arlesheim, Augst, Basel*, Balsthal, Bärschwil, Belchen*, Beuggen, Birch, Birseck, Blattenpass, Bubendorf, Büsserach, Buuseregg, Breitfeld, Challhöchi, Challhollen, Chräiegg, Diepflingen, Dornach,  Dornachberg, Dorneck*, Egglisgraben, Eptingen, Farnsburg*, Glashütten, Giebenach, Grellingen, Helfenberg, Hemmiken, Hinteregg, Holderbank, Hülftenschanze*, Huggerwald, Humbelsrain, Im Thal, Itingen, Kaiseraugst, Kleinlützel[6], Kilchberg, Langenbruck, Lange Brücke, Laufen, Läufelfingen, Liestal, Limperg, Limmern, Lützelmündung, Magden[7], Mümliswil, Mumpf, Neuhüsli, Nunningen-Enge, Oberdorf, Oberer Hauenstein*, Obermumpf, Oltingen, Passwang, Pfeffingen, Pratteln, Pulfisei, Reigoldswil, Riburg, Rickenbach, Roderis, Rothenfluh-Anwil, Röschenz, Rümlingen, Schachen, Schauenberg, Scheltenpass*, Schönenberg, Seewen, Sissach, Spittel, Stüsslingen, St. Wolfgang, Tecknau, Tenniken, Titterten, Trimbach, Unter Hauenstein*, Waldenburg, Wartenberg, Wegenstetten, Wintersingen, Wolfsschlucht, Zeiningen, Zullwil[8]

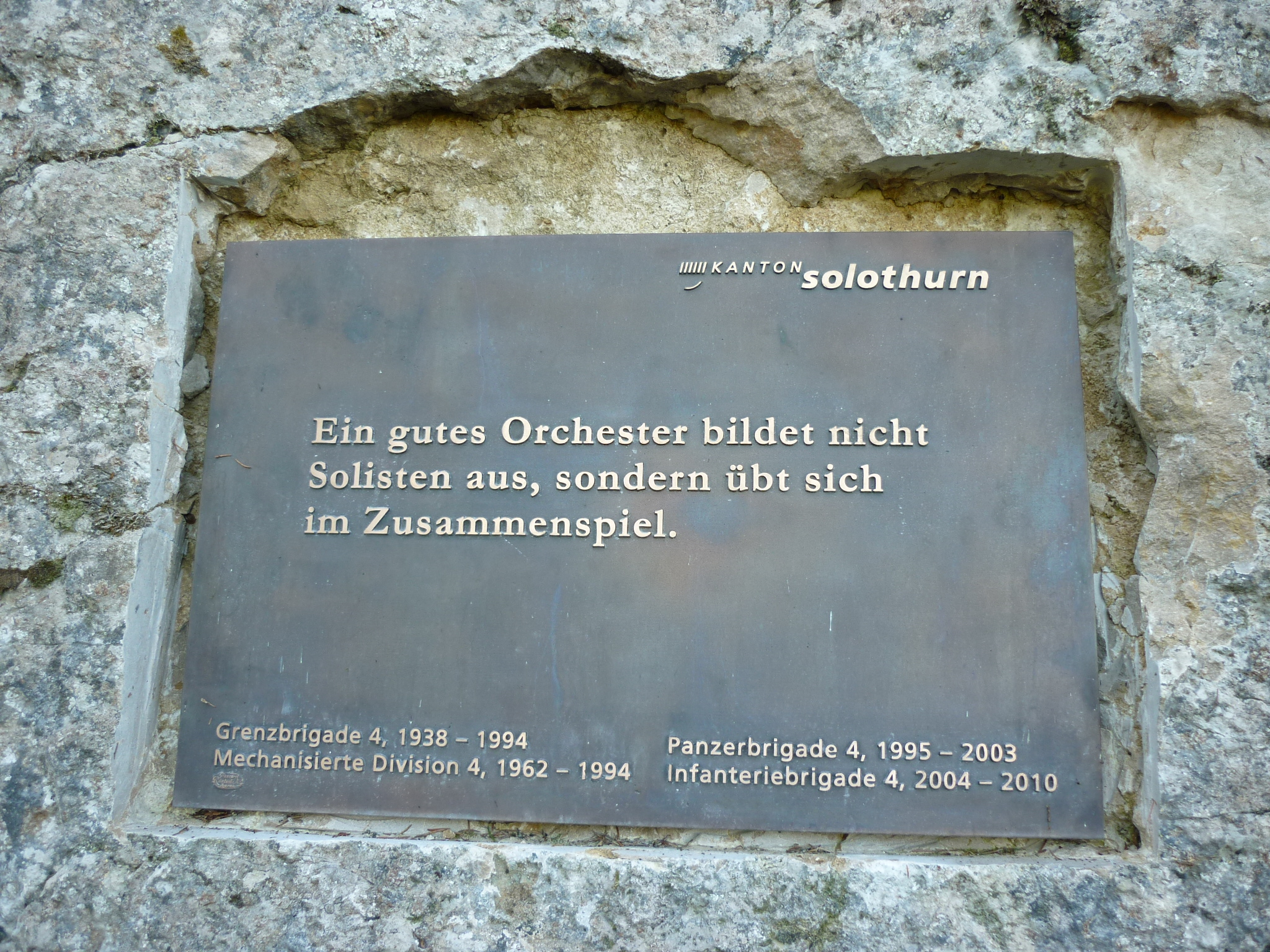
Erinnerungstafel beim Passwang

## Vereine Festungswerke Solothurner und Baselbieter Jura
- Der Verein Festungswerke Solothurner Jura unterhält Festungswerke im Bezirk Thal (Raum Gänsbrunnen-Welschenrohr und Mümliswil-Balsthal-Oensingen) mit der Sperre Gänsbrunnen sowie Festungswerke im Raum Olten (Raum Belchen-Challhöchi, Trimbach) mit der Sperre Challhöchi. Er führt jeweils im September «Tage der offenen Türen» durch.[9]
- Der 2017 gegründete Verein Betriebsgruppe historische Militäranlagen Kanton Solothurn betreibt die Anlagen A 3668 Mümliswil Süd, A 3669 KP Lobisei, A 3672 Äussere Klus, A 3673 Gärbiflueh und F 4300 Länge Tannen. Für diese Anlagen werden Führungen angeboten.[10]
- Der 2018 gegründete Bunkerverein Waldenburg will die vier in Gemeindebesitz befindlichen Anlagen der ehemaligen Sperrstelle Waldenburg erhalten und öffentliche Besuchstage abhalten.[11]